# Dobutamine
La dobutamine (abrégé couramment en « dobu ») est un composé organique consistant essentiellement en une amine connectée à deux phénols. Elle est utilisée comme médicament administré en perfusion continue utilisé pour ses propriétés inotrope positive (augmentation de la contraction cardiaque), notamment en cas d'insuffisance cardiaque grave.
Elle est utilisée à partir de la fin des années 1970.

## Pharmacocinétique
Sa demi-vie plasmatique est de l'ordre de quelques minutes.

## Mode d'action
Il s'agit d'un sympatho-mimétique stimulant les récepteurs β1-adrénergiques et provoquant une augmentation du débit cardiaque et de la pression artérielle par ce biais, sans vasoconstriction significative (du moins par rapport à la dopamine ou à l'adrénaline). Il n'augmente que peu la fréquence cardiaque, du moins à de faibles doses.

## Utilisations
On l'utilise dans le traitement de l'état de choc cardiogénique.
Ce composé peut être utilisé également dans certains tests diagnostiques, comme lors d'une échographie de stress.

## Effets secondaires
À fortes doses, la dobutamine peut provoquer une tachycardie ainsi que des troubles du rythme cardiaque. Une hyperéosinophilie ainsi qu'une fièvre sont possibles. Une perfusion prolongée sur plusieurs jours induit une tolérance, c'est-à-dire une diminution de l'effet du médicament. Elle augmente la mortalité à 6 mois. Au niveau pulmonaire, des cas d'œdèmes et de congestion sont souvent rencontrés, tandis qu'au niveau nerveux, des cas de paresthésie et de myoclonie sont répertoriés.